# 铁林镇
铁林镇是中华人民共和国黑龙江省伊春市友好区下辖的一个镇。
2016年，伊春市人民政府批准撤销铁林街道办事处，下辖地区由友好区直辖。2019年，伊春市人民政府批准恢复设立铁林街道办事处。2022年8月，黑龙江省民政厅批复同意撤销铁林街道设立铁林镇，镇人民政府驻顺发路233号。

## 行政区划
铁林镇下辖以下村级行政区划单位：
向阳社区和曙光村。